# AH-7921
AH-7921 ist eine synthetisch hergestellte chemische Verbindung aus der Gruppe der Opioide.

## Geschichte
AH-7921 wurde zum ersten Mal in den 1970er Jahren von einem Team von Allan and Hanburys (heute GlaxoSmithKline) synthetisiert.

## Pharmakologie
AH-7921 wirkt hauptsächlich an den µ-Rezeptoren. Die analgetische Potenz, die immer im Vergleich zu Morphin gilt, liegt etwa bei 0,8 nach oraler Gabe.

## Verwendung
AH-7921 wird nicht in der Medizin verwendet. Es wird von wenigen Research-Chemicals-Shops vertrieben und auch teilweise in geringer Dosis Räuchermischungen zugesetzt, welche auch Cannabinoidmimetika enthalten und zum Missbrauch als Rauschmittel gedacht sind.

## Rechtslage
Am 25. September 2014 hat die EU unter anderem AH-7921 verboten. Die EU-Staaten hatten anschließend ein Jahr Zeit das Verbot umzusetzen. In Deutschland wurde AH-7921 mit der 28. Verordnung zur Änderung betäubungsmittelrechtlicher Vorschriften vom 5. Dezember 2014 in die Anlage II des Betäubungsmittelgesetzes (BtMG) aufgenommen. Die Herstellung und der Verkauf der Substanz ist seitdem untersagt.